# Весна Шоуц
Весна Шоуц српска је диригенткиња и музички педагог. Њена каријера обележена је успешним вођењем симфонијских, оперских, балетских, мјузикл и хорских ансамбала, као и посвећеним педагошким радом на Факултету музичке уметности у Београду, где је редовни професор и шеф Катедре за дириговање.
Каријера Весне Шоуц представља континуирану интеракцију између њене извођачке праксе и педагошког деловања. Искуства стечена на диригентском подијуму директно обогаћују њен рад са студентима, док је педагошки рад држи у сталном контакту са новим генерацијама. Истовремено је активна као диригент у три значајна београдска позоришта: Народном позоришту, Опери и театру Мадленианум и Позоришту на Теразијама. Током вишедеценијске каријере остварила је више стотина концертних наступа и дириговала на преко две хиљаде позоришних представа.

## Рани живот, породично окружење и образовање
Весна Шоуц је рођена у Земуну, у познатој музичкој породици. Њен отац, Мирко Шоуц, био је истакнути српски џез музичар – композитор, аранжер, диригент, пијаниста, вибрафониста и вокални солиста. Весна Шоуц истиче да су јој отац и професорка Даринка Матић Маровић били највећи узори.
Формално музичко образовање стекла је на Факултету музичке уметности Универзитета уметности у Београду. Дипломирала је најпре на Одсеку за музичку педагогију у октобру 1989. године, а затим у децембру 1990. године и на Одсеку за дириговање. За завршни испит из дириговања (јавни концерт) добила је награду из фонда "Петар Милошевић" као најбољи студент те године (1990). Магистрирала је дириговање у марту 1993. године у класи професорке емерите Даринке Матић Маровић. Тема њеног магистарског рада била је "Елементи музичког стила Франсиса Пуланка на примерима концерата 'Champetre' и Концерта за два клавира и оркестар у д-молу".

## Изградња диригентске каријере: Кључни ангажмани и достигнућа
Током каријере, Весна Шоуц је дириговала на преко две хиљаде позоришних представа (опера, балет, мјузикл).

### Позоришна делатност

#### Народно позориште у Београду
Весна Шоуц је стални диригент Опере Народног позоришта у Београду. У ранијем периоду обављала је и функцију шефа Хора Опере Народног позоришта.
| Назив дела          | Композитор/Аутор музике | Врста | Година/Период | Напомена                                | Извор |
| ------------------- | ----------------------- | ----- | ------------- | --------------------------------------- | ----- |
| Италијанка у Алжиру | Ђоакино Росини          | Опера | 2016.         | Обнова; диригент на извођењу 22.5.2016. | [ 5 ] |
| Краљица Марго       | Горан Бреговић          | Балет |               | Диригент                                | [ 6 ] |
| Дама с камелијама   | Ђузепе Верди / аранж.   | Балет |               | Диригент                                | [ 7 ] |
| Севиљски берберин   | Ђоакино Росини          | Опера | 2019.         | Помиње се у критици                     | [ 8 ] |
| Сутон               | Стеван Христић          | Опера | 2016.         | Премијера, помиње се у критици          | [ 8 ] |

#### Опера и театар Мадленианум
У Опери и театру Мадленианум, Весна Шоуц је ангажована као стални диригент, а у једном периоду била је и главни диригент ове куће. Добила је Повељу за изузетан вишегодишњи уметнички допринос Опери и театру Мадленианум 2019. године.
| Назив дела     | Композитор/Аутор                                                     | Врста         | Година/Период  | Напомена                               | Извор  |
| -------------- | -------------------------------------------------------------------- | ------------- | -------------- | -------------------------------------- | ------ |
| Company        | Стивен Сондхајм (музика и текст), Џорџ Фурт (либрето)                | Мјузикл       |                | Диригент                               | [ 10 ] |
| Мандрагола     | Иван Јевтић (музика), Весна Миладиновић (либрето по Н. Макијавелију) | Комична опера | 2009.          | Светска премијера 16.12.2009.          | [ 11 ] |
| Весела удовица | Франц Лехар                                                          | Оперета       | 2020.          | Премијера у фебруару 2020.             | [ 9 ]  |
| Париски живот  | Жак Офенбах                                                          | Оперета       | 2022. (најава) | Диригент на премијери 1. октобра 2022. | [ 12 ] |

#### Позориште на Теразијама
У Позоришту на Теразијама, Весна Шоуц обавља функцију музичког директора, односно шефа диригента. За свој рад добила је Годишњу награду за премијеру мјузикла "Фантом из Опере" 2017. године, као и Годишњу награду Позоришта на Теразијама 2016. године. Дириговала је мјузикл "Бродвејске враголије" (The Drowsy Chaperone), за чије је извођење оркестра добила похвале од ауторке Лизе Ламберт.
| Назив дела           | Композитор/Аутор                                                               | Година/Период | Напомена                             | Извор  |
| -------------------- | ------------------------------------------------------------------------------ | ------------- | ------------------------------------ | ------ |
| Фантом из Опере      | Ендру Лојд Вебер                                                               | 2017.         | Награђена премијера                  | [ 1 ]  |
| Бродвејске враголије | Лиза Ламберт, Грег Морисон (музика и текст); Боб Мартин, Дон Мекелар (либрето) | 2019.         | Похвале ауторке за извођење оркестра | [ 13 ] |

#### Српско народно позориште у Новом Саду
Весна Шоуц је такође ангажована као диригент у Српском народном позоришту у Новом Саду.

### Симфонијска, концертна и хорска активност
Остварила је преко шест стотина концерата. Дириговала је свим симфонијским оркeстрима у Србији и водила је Симфонијски оркестар Факултета музичке уметности у Београду. Сарађивала је са бројним камерним ансамблима, укључујући Београдски камерни оркестар "Душан Сковран", Гудаче Светог Ђорђа, Камерни оркестар РТС, Новосадски камерни оркестар и Камерни оркестар Школе за музичке таленте из Ћуприје.
Њена међународна каријера укључује наступе на сценама као што су Сала Гаво (Salle Gaveau) у Паризу и Александрински театар у Санкт Петербургу. Дириговала је реномираним иностраним оркестрима: Филхармонија Риге (Летонија), МАТАВ симфонијски оркестар Будимпеште, Сегедински симфонијски оркестар (Мађарска), Председнички симфонијски оркeстар Анкаре (CSO), Истанбулски симфонијски оркестар, Симфонијски оркестар Бурсе (Турска), Сарајевска филхармонија, Бањалучка филхармонија и Симфонијски оркестар Фестивала у Нарнију (Италија). Наступала је у Француској, Немачкој, Русији, Италији, Данској, Швајцарској, Летонији, Грчкој, Словачкој, Канади, Турској, Мађарској, Словенији, Хрватској, Републици Српској, Босни и Херцеговини, Македонији и Шпанији.
У домену хорског дириговања, била је оснивач и диригент хорова "Бранко Радичевић" и "Белканто", а водила је и хор "Лола".

### Репертоарска политика и уметнички израз
Репертоар Весне Шоуц обухвата дела светске класичне баштине, као и остварења савремених аутора, укључујући велики број премијерних извођења. Примери укључују светску премијеру комичне опере "Мандрагола" Ивана Јевтића и српску премијеру дела Алфреда Шниткеа у сарадњи са виолинисткињом Мином Менделсон.
Уметничка филозофија Весне Шоуц наглашава да диригент не постоји без ансамбла, истичући важност тимског рада и међусобног поверења. Музику доживљава као универзални језик који буди емоције. Критике често истичу њену "грациозну, ритмичну гестикулацију", "очаравајућу опуштеност", способност да "магичном палицом све држи под контролом", "дефинисан и продорно музикалан тон", као и "јаку уметничку веродостојност и екстреман шарм".

## Педагошки допринос

### Факултет музичке уметности у Београду
Весна Шоуц је редовни професор на Катедри за дириговање Факултета музичке уметности у Београду и шеф те катедре.

### Гостујућа предавања
Била је гостујући професор на Универзитету Билги у Истанбулу (Турска) и на Академији умјетности у Бањалуци (Република Српска).

## Дискографија и трајни снимци

### CD издања
Весна Шоуц је снимила шест CD-ова, од којих су три објављена за стране издаваче.
| Назив албума/Опис                                       | Оркестар                    | Солисти | Кључна дела на програму                                                                                                 | Продуцент/Издавач                | Година | Извор  |
| ------------------------------------------------------- | --------------------------- | --- | --- | -------------------------------- | ------ | ------ |
| Музика Ивана Јевтића                                    | Новосадски камерни оркестар | Ерик Обије (Eric Aubier) - труба, Снежана Савичић - сопран                                                                                 | "Que le jour est beau", "Eissplitter", 11 песама Ирен Шпајзер (11 poemes d´Irene Speiser)                               | Mandala - Harmonia Mundi (Париз) | 2003.  | [ 15 ] |
| Концерт са Београдском филхармонијом (уживо)            | Београдска филхармонија     | Константин Богино - клавир, Павали Јумпанен (Pavali Jumpanen) - клавир                                                                     | Ј. Сибелијус - Финландиа оп.26, Ф. Пуланк - Концерт за два клавира и оркестар у д-молу, Џ. Гершвин - Рапсодија у плавом | NATAN (Београд)                  | 1999.  | [ 15 ] |
| Гала оперски концерт са Истанбулским симф. орк. (уживо) | Истанбулски симф. оркестар  | Еглисе Гутијерез (Eglise Gutierrez), Бурак Билгили (Burak Bilgili), Шенол Талинли (Senol Talinli), Озај и Онај Гунај (Özay and Önay Günay) | Гала оперски концерт | Истанбулски симфонијски оркестар | 2005.  | [ 15 ] |

### Трајни снимци за медије
Реализовала је велики број трајних снимака за домаће и иностране радио и телевизијске програме. Њен званични сајт наводи снимке концерата са Симфонијским оркестром РТС, Камерним оркестром "Душан Сковран", Симфонијским оркестром ФМУ, Симфонијским оркестром Бурсе, Истанбулским симфонијским оркестром, као и видео снимке за Радио-телевизију Србије (концерти, опера "Дечак без страха").

## Награде, признања и критички одјек
| Назив награде/признања                            | Година | Институција/Образложење                                             | Извор |
| ------------------------------------------------- | ------ | ------------------------------------------------------------------- | ----- |
| Повеља за изузетан вишегодишњи уметнички допринос | 2019.  | Опера и театар Мадленианум                                          | [ 1 ] |
| Годишња награда Позоришта на Теразијама           | 2017.  | За премијеру мјузикла "Фантом из Опере"                             | [ 1 ] |
| Годишња награда Позоришта на Теразијама           | 2016.  |                                                                     | [ 1 ] |
| Сребрна плакета Универзитета уметности            | 2004.  | Универзитет уметности у Београду                                    | [ 1 ] |
| Златна значка Културно-просветне заједнице Србије | 1995.  | Културно-просветна заједница Србије                                 | [ 1 ] |
| Октобарска награда града Земуна                   | 1992.  | За достигнућа у области музике                                      | [ 1 ] |
| Студентска Октобарска награда града Београда      | 1992.  | За изузетна достигнућа и концертну активност у земљи и иностранству | [ 1 ] |
| Награда из фонда "Петар Милошевић"                | 1990.  | За најбољи завршни испит из дириговања – концерт                    | [ 1 ] |

Концерте и позоришне представе Весне Шоуц редовно прате изузетно позитивне критике.